# Luigi Nazari di Calabiana
Luigi Nazari di Calabiana (Savigliano, 27 de julio de 1808 - Milán, 23 de octubre de 1893) fue un arzobispo católico y político italiano, perteneciente a los condes nobles de Calabiana. Fue también senador del Reino de Cerdeña.

## Biografía
Nació el 27 de julio de 1808 en la ciudad de Savigliano. Era hijo de Filippo Nazari y de su esposa Sofía Toesca de los condes de Castezzo.

### Obispo
El 18 de marzo de 1847, fue nombrado obispo de Casale Monferrato por Carlos Alberto de Cerdeña y consagrado obispo el 6 de junio de 1847 en Roma por el cardenal Ugo Pietro Spínola.

### Senador y político
El 3 de mayo de 1848, fue nominado como Senador por el rey Carlos Alberto, tomando el juramento el 22 de mayo de ese año. Se opuso sin éxito en Reformas Siccardi de 1850, los cuales fueron destinados para revocar ciertos antiguos privilegios que la Iglesia católica gozaba en el Piamonte, y lideró la oposición a nuevas Top Reformas en 1855 destinada a instituir una "iglesia libre en un estado libre", lo que provocó la Crisis de Calabiana, lo que obligó a la renuncia del Cavour, de nuevo aunque la legislación fue aprobada como ley.

### Arzobispo de Milán
Fue nombrado Arzobispo de Milán por el papa Pío IX y su nombramiento resolvió la crisis de tal diócesis importante y grande. En realidad, la sede del arzobispo anterior Paolo Angelo Ballerini de Milán había sido sugerida por Francisco José I de Austria, pero no se le permitió entrar en la ciudad por el Reino de Cerdeña. Eso tomó posesión de la Lombardia después de la Segunda Guerra italiana de la Independencia. Así que con el nombramiento de los Nazari di Calabiana, Milán de nuevo tuvo un obispo residencial. En el marco de la hostilidad entre la Santa Sede y el reino de Cerdeña (más tarde Reino de Italia), Nazari di Calabiana se consideró en posiciones conciliadoras, mientras que el anterior arzobispo Ballerini, que durante el reinado de Nazari, residía en Seregno y, cerca de Milán, seguía siendo un feroz oponente del Reino. Nazari di Calabiana nunca fue creado cardenal.
En el Concilio Vaticano I él era el líder de la minoría de los obispos italianos que se opusieron a la introducción de la doctrina de la infalibilidad papal, pero después de la proclamación del dogma que rápidamente se suscribe. Luigi Nazari di Calabiana murió en Milán el 23 de octubre de 1893 en presencia del rey Humberto I de Italia. Fue enterrado en el pequeño cementerio de Groppello d'Adda, donde se encontraba la residencia de verano del arzobispo, ya que el gobierno no permitió su entierro en Milán por motivos epidemiológicos. El 14 de noviembre de 1912, su cuerpo fue trasladado a la Catedral de Milán.